# Alley Spur
Alley Spur (in lingua inglese: Sperone Alley) è uno sperone roccioso antartico, situato sul versante settentrionale del Dufek Massif, subito a sud delle Sapp Rocks, nei Monti Pensacola in Antartide. 
Lo sperone è stato mappato dall'United States Geological Survey (USGS) sulla base di rilevazioni e foto aeree scattate dalla U.S. Navy nel periodo 1956-66.
La denominazione è stata assegnata dall'Advisory Committee on Antarctic Names (US-ACAN) in onore di Dalton E. Alley, capitano dell'United States Air Force, navigatore e membro della United States Air Force Electronic Test Unit nei Monti Pensacola nel 1957-58.